# (4836) Medon
(4836) Medon (1989 CK1) – planetoida z grupy trojańczyków okrążająca Słońce w ciągu 11 lat i 294 dni w średniej odległości 5,18 j.a. Odkryta 2 lutego 1989 roku.